# Dalitz (Clenze)
Dalitz ist ein Ortsteil der Gemeinde Clenze im niedersächsischen Landkreis Lüchow-Dannenberg. Das Dorf liegt südöstlich vom Kernbereich von Clenze am Clenzer Bach und nördlich der B 71.
Südöstlich vom Ort befindet sich das Naturschutzgebiet Gain.

## Geschichte
Am 1. Juli 1972 wurde Dalitz in die Gemeinde Clenze eingegliedert.